# Shorttrack-Teamweltmeisterschaften 2004
Die Teamweltmeisterschaften 2004 im Shorttrack fanden vom 13. bis 14. März 2004 in Sankt Petersburg statt. Damit fanden zum ersten Mal die Titelkämpfe in Russland statt.
Es nahmen Teams aus neun Ländern teil. Bei den Frauen siegte Südkorea vor China und Italien, bei den Männern setzte sich ebenfalls Südkorea durch, gefolgt von Kanada und Italien.

## Reglement
Es nahmen bei den Frauen sieben und bei den Männern acht Mannschaften mit maximal fünf Athleten teil. Die sieben bzw. acht Mannschaften wurden auf zwei Gruppen aufgeteilt. Die erste Mannschaft jeder Gruppe qualifizierte sich direkt für das Finale, die zweit- und drittplatzierte Mannschaft für die Hoffnungsrunde, die viertplatzierte Mannschaft schied aus. Die ersten beiden Mannschaften der Hoffnungsrunde zogen ebenfalls ins Finale ein, während die dritt- bzw. viertplatzierte Mannschaft wiederum ausschied. Die Läufe der Vorrundengruppen und der Hoffnungsrunde wurden am ersten Wettkampftag absolviert, das Finale am zweiten.
Über 500 m und 1000 m traten in vier Läufen jeweils ein Athlet eines Landes gegeneinander an. Über 3000 m gab es nur einen Lauf, wobei jedes Land zwei Athleten einsetzte. In der Staffel starteten vier Läufer eines Landes. In jedem Einzelrennen bekam der Erste fünf Punkte, der Zweite drei Punkte, der Dritte zwei Punkte und der Vierte einen Punkt. In der Staffel wurden doppelt so viele Punkte vergeben, zehn für die erste Staffel, sechs für die zweite, vier für die dritte und zwei für die vierte. Bei einer Disqualifikation wurde kein Punkt zugesprochen. Die Addition aller Punkte der Athleten eines Landes entschied über die Platzierung.

## Ergebnisse

### Frauen
In der ersten Vorrundengruppe setzte sich Südkorea souverän durch und zog ins Finale ein. Russland und Kanada erreichten die Hoffnungsrunde, während Ungarn ausschied. In der zweiten Vorrundengruppe starteten nur drei Teams. China gewann die Gruppe mit deutlichem Vorsprung und zog direkt ins Finale ein, während Italien und Japan in der Hoffnungsrunde antreten mussten. Die Hoffnungsrunde verlief sehr ausgeglichen. Kanada und Italien folgten mit knappem Vorsprung ins Finale, Russland und Japan schieden aus.
| Rang   | Land                | Läuferinnen           | 500 m    | 500 m  | 1000 m     | 1000 m | 3000 m     | 3000 m | 3000-m-Staffel | 3000-m-Staffel | Punkte Gesamt |
|        |                     |                       | Zeit (s) | Punkte | Zeit (min) | Punkte | Zeit (min) | Punkte | Zeit (min)     | Punkte         | Punkte Gesamt |
| ------ | ------------------- | --------------------- | -------- | ------ | ---------- | ------ | ---------- | ------ | -------------- | -------------- | ------------- |
| Finale |                     |                       |          |        |            |        |            |        |                |                |               |
| 1.     | Südkorea            | Kim Min-jee           | 45,610   | 2      | 1:33,264   | 3      | –          | –      | 4:21,335       | 10             | 47            |
| 1.     | Südkorea            | Ko Gi-hyun            | 47,020   | 2      | 1:33,220   | 2      | –          | –      | 4:21,335       | 10             | 47            |
| 1.     | Südkorea            | Byun Chun-sa          | 45,944   | 5      | 1:32,309   | 5      | 5:40,469   | 5      | 4:21,335       | 10             | 47            |
| 1.     | Südkorea            | Choi Eun-kyung        | 45,378   | 5      | 1:33,342   | 5      | 5:40,917   | 3      | 4:21,335       | 10             | 47            |
| 2.     | Volksrepublik China | Fu Tianyu             | 45,489   | 5      | 1:33,560   | 3      | –          | –      | 4:21,389       | 6              | 37            |
| 2.     | Volksrepublik China | Wang Meng             | 44,821   | 5      | 1:33,262   | 5      | 5:41,613   | 2      | 4:21,389       | 6              | 37            |
| 2.     | Volksrepublik China | Cheng Xiaolei         | 45,947   | 3      | 1:33,214   | 3      | –          | –      | 4:21,389       | 6              | 37            |
| 2.     | Volksrepublik China | Zhu Mi Lei            | 45,578   | 2      | –          | –      | –          | –      | 4:21,389       | 6              | 37            |
| 2.     | Volksrepublik China | Liu Xiao Ying         | –        | –      | 1:32,727   | 3      | 5:42,498   | 0      | 4:21,389       | 6              | 37            |
| 3.     | Italien             | Evelina Rodigari      | 45,798   | 1      | –          | –      | –          | –      | 4:23,429       | 4              | 22            |
| 3.     | Italien             | Marta Capurso         | 45,035   | 3      | 1:33,193   | 5      | 5:43,406   | 0      | 4:23,429       | 4              | 22            |
| 3.     | Italien             | Katia Zini            | 46,147   | 2      | 1:32,871   | 1      | 5:43,355   | 0      | 4:23,429       | 4              | 22            |
| 3.     | Italien             | Mara Zini             | 45,465   | 3      | 1:33,668   | 2      | –          | –      | 4:23,429       | 4              | 22            |
| 3.     | Italien             | Catia Borrello        | –        | –      | 1:51,923   | 1      | –          | –      | 4:23,429       | 4              | 22            |
| 4.     | Kanada              | Amélie Goulet-Nadon   | 45,566   | 3      | 1:32,864   | 2      | 5:41,662   | 1      | 4:48,916       | 2              | 15            |
| 4.     | Kanada              | Anouk Leblanc-Boucher | 81,721   | 1      | –          | –      | –          | –      | 4:48,916       | 2              | 15            |
| 4.     | Kanada              | Alanna Kraus          | 46,391   | 1      | 1:34,304   | 1      | –          | –      | 4:48,916       | 2              | 15            |
| 4.     | Kanada              | Tania Vicent          | 45,657   | 1      | 1:34,533   | 1      | –          | –      | 4:48,916       | 2              | 15            |
| 4.     | Kanada              | Amanda Overland       | –        | –      | 1:35,398   | 2      | 5:42,915   | 0      | 4:48,916       | 2              | 15            |

### Männer
In der ersten Vorrundengruppe setzte sich Südkorea deutlich durch. China und Japan erreichten die Hoffnungsrunde, während Frankreich ausschied. In der zweiten Vorrundengruppe zog Kanada ebenso deutlich ins Finale ein. Italien und Russland erreichten die Hoffnungsrunde, während Großbritannien ausschied. Die Hoffnungsrunde dominierte China, das ebenso ins Finale folgte wie das italienische Team, welches sich knapp vor Japan und Russland behauptete.
| Rang   | Land                | Läufer                | 500 m    | 500 m  | 1000 m     | 1000 m | 3000 m     | 3000 m | 5000-m-Staffel | 5000-m-Staffel | Punkte Gesamt |
|        |                     |                       | Zeit (s) | Punkte | Zeit (min) | Punkte | Zeit (min) | Punkte | Zeit (min)     | Punkte         | Punkte Gesamt |
| ------ | ------------------- | --------------------- | -------- | ------ | ---------- | ------ | ---------- | ------ | -------------- | -------------- | ------------- |
| Finale |                     |                       |          |        |            |        |            |        |                |                |               |
| 1.     | Südkorea            | Lee Seung-jae         | DSQ      | 0      | 1:31,583   | 1      | –          | –      | 6:50,521       | 10             | 42            |
| 1.     | Südkorea            | Song Suk-woo          | 42,779   | 3      | 1:27,968   | 5      | 5:03,689   | 2      | 6:50,521       | 10             | 42            |
| 1.     | Südkorea            | Ahn Hyun-soo          | 42,299   | 5      | 1:25,972   | 5      | 5:03,552   | 5      | 6:50,521       | 10             | 42            |
| 1.     | Südkorea            | Kim Hyun-kon          | 42,691   | 3      | 1:27,432   | 3      | –          | –      | 6:50,521       | 10             | 42            |
| 2.     | Kanada              | Jonathan Guilmette    | 43,552   | 3      | 1:27,118   | 5      | 5:03,637   | 3      | 6:50,821       | 6              | 34            |
| 2.     | Kanada              | Charles Hamelin       | 42,324   | 5      | 1:26,049   | 3      | –          | –      | 6:50,821       | 6              | 34            |
| 2.     | Kanada              | Mathieu Turcotte      | 42,450   | 3      | –          | –      | –          | –      | 6:50,821       | 6              | 34            |
| 2.     | Kanada              | Jean-François Monette | DSQ      | 0      | 1:28,465   | 3      | –          | –      | 6:50,821       | 6              | 34            |
| 2.     | Kanada              | Steve Robillard       | –        | –      | 1:28,038   | 3      | 5:04,519   | 0      | 6:50,821       | 6              | 34            |
| 3.     | Italien             | Roberto Serra         | 42,770   | 5      | –          | –      | –          | –      | 7:10,113       | 2              | 20            |
| 3.     | Italien             | Nicola Rodigari       | 42,820   | 2      | 1:27,831   | 2      | 5:04,733   | 0      | 7:10,113       | 2              | 20            |
| 3.     | Italien             | Nicola Franceschina   | 42,586   | 1      | 2:18,968   | 2      | –          | –      | 7:10,113       | 2              | 20            |
| 3.     | Italien             | Fabio Carta           | 42,710   | 2      | 1:26,535   | 2      | 5:04,379   | 0      | 7:10,113       | 2              | 20            |
| 3.     | Italien             | Michele Antonioli     | –        | –      | 1:28,290   | 2      | –          | –      | 7:10,113       | 2              | 20            |
| 4.     | Volksrepublik China | Hu Ze                 | DSQ      | 0      | –          | –      | –          | –      | 6:51,318       | 4              | 19            |
| 4.     | Volksrepublik China | Li Haonan             | 42,882   | 1      | DSQ        | 0      | –          | –      | 6:51,318       | 4              | 19            |
| 4.     | Volksrepublik China | Li Ye                 | 42,531   | 2      | 1:26,616   | 1      | 5:04,210   | 1      | 6:51,318       | 4              | 19            |
| 4.     | Volksrepublik China | Li Jiajun             | 42,588   | 5      | DSQ        | 0      | 5:05,982   | 0      | 6:51,318       | 4              | 19            |
| 4.     | Volksrepublik China | Sui Baoku             | –        | –      | 1:27,949   | 5      | –          | –      | 6:51,318       | 4              | 19            |